# Свербига звичайна
Сверби́га звича́йна (Bunias orientalis) — багаторічна, рідше дворічна, трав'яниста рослина родини капустяних. Велика рослина заввишки до метра та більше, із списоподібно-стрілоподібними в основі нижніми листками, яскраво-жовтими квітками, зібраними у верхівковий зонтик, і покритими темними бородавочками стеблами та плодами. 
Їстівна рослина, на смак нагадує хрін, застосовується у свіжому стані в салатах, а також у вареному та сушеному вигляді.
Початково поширена, ймовірно, на Кавказі, у XXI столітті ця рослина трапляється майже по всій Європі та Західному Сибіру, а також на сході та заході Північної Америки. На розширення ареалу в Європі суттєво вплинули війни — свербигу використовували як фураж російські війська, ненавмисно переносячи її плоди на великі відстані.

## Назва
У Словнику українських наукових і народних назв судинних рослин для цього виду наведені такі синоніми:
1. сверби́га схі́дна — використовують нарівні з основною науковою назвою);
2. порчак звича́йний, порчак, сверби́гуз звича́йний, свербі́гуз, гірчак, шкорлупа, хлезі́нь, сверіпа, свербейка, ласоч-трава, ласик, горлюпа, гарлюпа, гарлупа — етимологія цих народних назв залишається невідомою;
3. грецики, грицай, грицик(и), катран, ріпа́к, ріпець — ці назви вказують на зовнішню схожість цього виду із, відповідно, грициками звичайними, катраном та справжнім (посівним) ріпаком[1].